# Крупка седоватая
Кру́пка седова́тая (лат. Draba incana) — двулетнее травянистое растение арктических и северных регионов Евразии и Северной Америки, вид рода Крупка (Draba) семейства Капустные (Brassicaceae).

## Ботаническое описание
Двулетнее, реже многолетнее травянистое.
Стебли одиночные или немногочисленные, плотные, прямые, простые или разветвлённые. Покрыты густым опушением из длинных простых волосков, придающих растению седоватую окраску (откуда и название). Высота до 35 см иногда от корня образуются дополнительные стерильные безстеблевые розетки.
Прикорневые листья собраны в розетки, продолговато-лопатчатые или ланцетные, край цельный или мелкозубчатый, верхушка тупая или слегка заострённая, длина 7-25 мм, ширина 1,5-4 мм. Опушение по всей поверхности довольно длинными тонкими волосками. Стеблевые листья многочисленные (8-50 шт.), близко сидящие и часто одевающие стебель практически сплошным покровом. Продолговато-яйцевидной формы, с широким основанием и выраженно-зубчатыми краями. Опушение более густое, чем на розеточных листьях.
Соцветие — кисть из 10-40 цветков, плотная во время цветения, при плодоношении сильно жгутовидно вытягивается. Цветоножки короткие, густо опушённые. Чашелистики продолговато-эллиптические, часто бледные или желтоватые. Лепестки белые, лопатчатые, по краю с выраженной выемкой, 3,5-4,5 мм длиной.
Плод — стручочек 6-13 мм длиной, 1,5-2,5 мм шириной, ланцетно-эллиптической формы, плоский или слегка перекрученный.
Семена крупные, рыжей окраски.
Хромосомное число 2n=32, 48.

## Распространение и экология
Гипоарктический амфиатлантический вид. Природный ареал охватывает северные регионы Европы — юг Гренландии, Скандинавию, Атлантическое побережье — север Великобритании и Ирландии. В России встречается на севере европейской части и в арктических регионах. Вид включён в ботанический атлас растений Ленинградской области. Также произрастает по Атлантическому побережью Северной Америки.
Произрастает на сухих песчаных местах, часто у морских побережий, в долинах крупных рек, по луговым склонам, на песчаных почвах и незадернованном торфе, нередко встречается у дорог.

## Классификация

### Таксономия
Draba incana L., 1753, Sp. Pl. : 643
Вид Крупка седоватая относится к роду Крупка семейства Капустные (Brassicaceae) порядка Капустоцветные (Brassicales). Кладограмма в соответствии с Системой APG IV по состоянию на июнь 2023 года:
|  |                                      |  |                                   |                                   |                     |  | ещё 16 семейств | ещё 16 семейств |                      |  |  |  | еще 465 подтвержденных видов и 55 видов, ожидающих подтверждения |
|  |                                      |  |                                   |                                   |                     |  | ещё 16 семейств | ещё 16 семейств |                      |  |  |  | еще 465 подтвержденных видов и 55 видов, ожидающих подтверждения |
|  |                                      |  |                                   | порядок Капустоцветные            |                     |  |                 |                 | род Крупка           |  |  |  |                                                                  |
|  |                                      |  |                                   | порядок Капустоцветные            |                     |  |                 |                 | род Крупка           |  |  |  |                                                                  |
|  | отдел Цветковые, или Покрытосеменные |  |                                   |                                   | семейство Капустные |  |                 |                 | вид Крупка седоватая |  |  |  |                                                                  |
|  | отдел Цветковые, или Покрытосеменные |  |                                   |                                   | семейство Капустные |  |                 |                 |                      |  |  |  |                                                                  |
|  |                                      |  | ещё 63 порядка цветковых растений | ещё 63 порядка цветковых растений |                     |  |                 | ещё 354 рода    | ещё 354 рода         |  |  |  |                                                                  |
|  |                                      |  |                                   | ещё 63 порядка цветковых растений |                     |  |                 |                 | ещё 354 рода         |  |  |  |                                                                  |

### Синонимы
- Draba bernensii  Moritzi
- Draba bernensis  Moritzi
- Draba confusa  Ehrh.
- Draba confusa var. paucifolia  DC.
- Draba contorta  Ehrh.
- Draba contorta var. linearifolia  DC.
- Draba glabella  Richardson
- Draba incana f. altera  Cham.  &  Schltdl.
- Draba incana f. luxurians  Berlin
- Draba incana f. robusta  Pohle
- Draba incana f. tenuis  Pohle
- Draba incana subsp. confusa  (Ehrh.)  E.Ekman
- Draba incana subsp. pyrenaea  (O.E.Schulz)  O.Bolòs  &  Vigo
- Draba incana var. confusa  (Ehrh.)  Lilj.
- Draba incana var. conica  O.E.Schulz
- Draba incana var. contorta  (Ehrh.)  Lilj.
- Draba incana var. incana  –
- Draba incana var. linearifolia  O.E.Schulz
- Draba ledebourii  Rouy  &  Foucaud
- Drabella incana  Bubani